# Wado (Wado)
Wado is een bestuurslaag in het regentschap Sumedang van de provincie West-Java, Indonesië. Wado telt 6299 inwoners (volkstelling 2010).